# Fimbristylis sanjappae
Fimbristylis sanjappae är en halvgräsart som beskrevs av W.Khan och Solanke. Fimbristylis sanjappae ingår i släktet Fimbristylis och familjen halvgräs. Inga underarter finns listade i Catalogue of Life.